# 日向大介
日向 大介（ひなた だいすけ、本名同じ、1956年7月2日 - ）は、日本の音楽プロデューサー、作曲家、キーボーディスト、シンセシスト、シンセサイザープログラマー、レコーディング・エンジニア、スタジオ設計者。アメリカのカリフォルニアに構えているレコーディングスタジオ「Variable Speed Audio STUDIO」代表取締役。レコードレーベル「hyperdisc」のオーナー。
兄は同じく音楽プロデューサーの日向敏文。元妻は秋本奈緒美。

## 経歴
東京都大田区出身。学習院大学卒業後、バークレー音楽院・エレクトロニック・ミュージック科に留学。
1986年、自身が所属していたテクノポップバンド「Interiors」がオムニバスアルバム「Windham Hill Records Sampler '86」に参加。本作に収録された「Hot Beach」がグラミー賞のニューエイジ・プロデューサー・アーティスト部門にノミネートされる。その後は、小室哲哉を始めとするアーティストたちのプロデュースを手掛け、1990年にロサンゼルスに居を移す。
1996年に自身のユニット「CAGNET」で作曲とプロデュースを担当したテレビドラマ「ロングバケーション」のサウンドトラックは150万枚の売り上げを記録した。その他、松たか子、テレビドラマ「ラブジェネレーション」「Love Story」「三姉妹探偵団」のサウンドトラック、小室との共同プロデュースによるtohkoなどを手掛ける。
1998年、香港において、ベストフォーリンアルバム賞の他、ゴールデンディスク、プラチナディスク大賞を受賞。1999年には香港、台湾、マレーシア、シンガポールにて話題を呼んだ映画「King of Comedy」のサウンドトラックを手掛ける。
本拠地アメリカでは、CAGNET「Groove Radio」をEMIから全米リリース。1998年から2年間で、6作のキューバンミュージックシリーズを発表し、1999年4月アメリカの音楽雑誌「New Age Voice」にて、ベストワールドアルバム賞を受賞する。
2016年、小室哲哉と共に、The Chemical Brothersと横浜アリーナで共演。
2019年、リメイク版となる「The New King of Comedy」において、主演、監督を手掛けStephen Chowと20年越しで再タッグを組む。
2020年、日本のアンビエント音楽や環境音楽、ニューエイジ音楽で構成されているコンピレーション盤『Kankyo Ongaku: Japanese Ambient, Environmental & New Age Music 1980-1990』に、イエロー・マジック・オーケストラや細野晴臣、坂本龍一、久石譲らの楽曲ともに「インテリア(Interiors)」の作品が収録されていた中、グラミー賞の最優秀ヒストリカル・アルバム賞部門でノミネートされる事となる。

## 略歴
- 1983年 兄と共同で東京に個人事務所「AVR Corporation」及びレコーディングスタジオ「STUDIO AVR」を設立[2][3]。
- 1986年 秋本奈緒美と結婚。自身のユニット「Interiors」の作品「Hot Beach」で、グラミー賞のニューエイジ・プロデューサー・アーティスト部門にノミネートされる。
- 1987年 「STUDIO AVR」のチーフ・エグゼクティブプロデューサーに就任。
- 1989年 シンクラヴィアを導入する。
- 1990年 秋本と離婚。カリフォルニアのスカイウォーカー・サウンド社内に「Variable Speed Audio STUDIO」を設立[4]、代表取締役に就任。本格的に生活・活動拠点をアメリカ・ロサンゼルスに移す。
- 1995年 サンタモニカを拠点としたインディーズレーベル「hyperdisc records」（現・「HYPER & GLOBAL DISC Records」）を設立。趣旨は「本来売れない作品を出すのは良いことじゃないけど、アメリカのレコード会社は確実に売れる人にだけお金を出す以外は何の頼りにもならないから、自分達の音楽をそのまま世に出そうとしたらインディーズしかない」という意向からきている。レーベルの他に同名のCDショップ・喫茶店を経営し、そこで週に1度アマチュアによるパフォーマンスを行い、月に1度の決勝戦で優勝すると「スタジオでレコーディングをした上で作品を出せる」公開オーディションイベントを運営している[5]。
- 1997年 インディーズレーベル「SAPPHIRECORDS」を設立。
- 2003年 携帯電話ホームページ制作会社「魔法のiらんど」の子会社である「株式会社ティー・オー・エス」と着うたへの日向の制作した楽曲の提供の独占契約を結ぶ[6]。
- 2013年 キーボード・トーキング・モジュレーター・日向大介、リードボーカル・フルート Carrie Suzuki 、ギター・Kaz Sakurayama、ドラムス・Jackson Suyama 、DJ&VJ・Fuminori Ikebaによるロックバンドencounterを結成。ライヴを中心に活動。
- 2016年、小室哲哉とともに、The Chemical Brothersと横浜アリーナで共演。
- 2019年、リメイク版となる「新喜劇王」において、主演、監督を手掛ける周星馳と20年越しで再タッグを組む。
- 2020年 グラミー賞「最優秀ヒストリカル・アルバム賞部門」ノミネートとなった「インテリア(Interiors)」の楽曲を含むコンピレーション盤『Kankyo Ongaku: Japanese Ambient, Environmental & New Age Music 1980-1990』には、兄である日向敏文の作品「Chaconne - Toshifumi Hinata」が収録されている。

## 人物像
録音用の機材は最新鋭のデジタル・オーディオ・ワークステーションで固めているが、「新人の音源がラジオで流れる際、安いスピーカーで聞いてもいい音」を目指すために仕上げるために用いる機材は敢えてアナログの製品を用いている。「人を驚かせる仕掛けがあるヒット曲が多い中で、自分の本分である淡々としたメロディを褒められるのが一番嬉しい」と語る。
小室哲哉は「レコーディングに関わるスタジオミュージシャンの人選のセンスが良くて、大介さんが選ぶ人は僕もいいと思える。その他のジャッジメントも同じセンスで出来る人だ」「大介さんからは、シンクラヴィアの使い方・アメリカのミュージシャンとのコミュニケーションの行い方・スタッフの配置のやり方・音楽プロデューサーとしての音のまとめ方など色々なことを教えてもらった」と語り、日向も「後輩的存在であり、彼の『ポップスはマーケットの流れを考えてから作る』という思想も同じ」と信頼を寄せている。
tohkoは「歌う前に譜割りを決めて、独自のボイストレーニングをして、高い声を無理なく出せる方向へ持っていって下さるから、高さに対する不安がなくなる」と語っている。

## ディスコグラフィ

### 参加ユニット
- Interiors
- CAGNET
- T.C.D Hits

小室哲哉・久保こーじ・日向によるプロデュース・演奏ユニット。1992年にHit Factory・二十歳の約束のサウンドトラックを制作した。
- MATRIX （メイトリックス）

日向と明石昭夫による音楽ユニット。1994年にプロモシングル「Anything You Want」、1995年に同名のアルバムをリリースした。
- Space Junkies
- encounter

### ソロ
- 1988年 「ワイルドで行こう! BORN TO BE WILD」 (未音源化)
- 1989年 「Tarzanland」
- 1998年 「三姉妹探偵団〜Singl's Sound Story〜」
- 2001年 「OASIS Resort Music Series MIAMI」
- 2007年 「Organic Style 日向大介 AKA CAGNET the BEST」

### プロデュース

#### シングル
- 1989年 宮沢りえ 「ドリームラッシュ」 （ノークレジット）
- 1990年 田中美奈子 「夢みてTRY」 （ノークレジット）
- 1994年 PATA 「FLY AWAY」
- 1995年 PATA 「Shine on me」
- 1996年 SECTION-S 「Little by Little」
- 1996年 CAGNET 「そばにいてよ」
- 1996年 CAGNET 「Deeper and Deeper」
- 1996年 CAGNET 「Switching Back and Forth Again」
- 1996年 SECTION-S 「ON AND ON」
- 1996年 SECTION-S 「It’s ALL RIGHT」
- 1997年 CAGNET 「Rage in the Sky」
- 1997年 松たか子 「明日、春が来たら」
- 1997年 SECTION-S 「Adballoon」
- 1997年 松たか子 「I STAND ALONE」
- 1997年 松たか子 「WIND SONG」
- 1997年 meo 「True True」
- 1997年 CAGNET 「Deeper and Deeper Remix」
- 1998年 tohko 「BAD LUCK ON LOVE 〜BLUES ON LIFE〜」
- 1998年 MaMi 「WITH」
- 1998年 tohko 「LOOPな気持ち」
- 1998年 MaMi 「million」
- 1998年 chez vous 「きっといつか…」
- 1999年 tohko 「WHO...」
- 1999年 Spark 「Doin' It」
- 1999年 Spark 「My Wonderful Days...」
- 2000年 Spark 「Light Up The Future」
- 2000年 Spark 「Jellyfish」
- 2001年 Spark 「Wild Child」
- 2001年 Spark 「Ageha / Destiny」
- 2005年 Jade & Steve I. 「I Wish One Time」
- 2006年 Jade & Steve I. 「remember ~セナのピアノ」
- 2006年 Jade & Steve I. 「SHINE on me」
- 2007年 Jade 「True True」
- 2009年 WILL 「Listen to Your Heart feat. Jade」
- 2009年 Jade 「Beautiful Life」
- 2009年 Jade 「Merry Christmas to You」
- 2010年 Jade 「Listen to Your Heart」
- 2010年 Will featuring UTSU 「パンクロ」
- 2011年 ニーナ・イヴォンヌ 「Kuru Kuru 360」

#### アルバム
- 1984年 秋本奈緒美 「水彩画」
- 1985年 BRONX 「EASTER ～魔帝聖還～」
- 1986年 秋本奈緒美 「Portrait」
- 1987年 秋本奈緒美 「Split finger first lady」
- 1987年 SHADY DOLLS 「BLOW YOUR MIND」
- 1987年 THE BRONX 「鋼鉄の嵐 ～ON THE STEEL BREEZE～」
- 1988年 横関敦 「BRILLIANT PICTURES」
- 1989年 ZIGGY 「NICE & EASY」
- 1989年 鈴木トオル 「砂漠の熱帯魚」
- 1989年 小室哲哉 「Digitalian is eating breakfast」
- 1990年 小室哲哉 「天と地と SOUNDTRACK」
- 1990年 小室哲哉 「Psychic Entertainment Sound」
- 1992年 日向敏文 「愛という名のもとにオリジナルサウンドトラック」
- 1993年 PATA 「PATA」
- 1995年 PATA 「Raised on rock」
- 1996年 Nanaco 「Love Is A Drug」
- 1996年 CAGNET 「Long Vacation」
- 1996年 CAGNET 「Here We Are Again」
- 1996年 CAGNET 「Long Vacation Original Soundtrack Special Box」
- 1996年 SECTION-S 「www.」
- 1997年 松たか子 「空の鏡」
- 1997年 CAGNET 「Groove Radio」
- 1997年 CAGNET 「Love Generation Original Soundtrack」
- 1998年 Marysia 「Lucky Star」
- 1998年 yasue 「Cosmic Pandora」
- 1998年 tohko 「籐子」
- 1998年 CAGNET 「Best of Cagnet World」
- 1998年 CAGNET 「File of Justiceオリジナルサウンドトラック」
- 1999年 Rebellious Generation 「Until The Day Has Come」
- 1999年 CAGNET 「King of Comedyオリジナルサウンドトラック」
- 1999年 tohko 「cure」
- 1999年 yasue 「LAKTIA」
- 2001年 村井邦彦 「A TASTE OF BLUE Resort Music Series COTE D’AZUR」
- 2001年 CAGNET 「Love Story Original Soundtrack」
- 2003年 立川優 「Deep Breath」
- 2003年 JAPAN BLOOD 「JET☆STORM」
- 2005年 Jade & Steve I. 「Jade & Steve I.」
- 2005年 Jade & Steve I. 「Lounge Hip Hop」
- 2007年 FETISH the WORLD 「Walking in the Rain」
- 2008年 Jade & Steve I. 「BEST of Lounge Hip Hop」
- 2009年 Jade 「Best Friend」

#### オムニバス
- 1983年 「Yen Manifold Vol. 1」
- 1997年 「SOUNDS OF SANTA MONICA」
- 1998年 「Rhythm & Smoke: Cuba Sessions」
- 1999年 「Songs From Heart of Cuba」
- 1999年 「Cubamania」
- 1999年 「Cantinero De Cuba」
- 2000年 「Havana Now: Havana Sessions」
- 2000年 「Havana Now Presents: Brisas De Habana」
- 2002年 「Ethnic Escape: Cuban Celebration」
- 2002年 「HAVANA HEAT」
- 2002年 「HAVANA BREEZE」
- 2007年 「Sounds from the All Asia Pass」

### テレビドラマ
- 1996年 「Long Vacation」
- 1997年 「Love Generation」
- 1998年 「女教師」
- 1998年 「三姉妹探偵団」
- 2001年 「Love Story」

### 映画
- 1999年 「喜劇王」
- 2019年 「新喜劇王」

### CM
- 本田技研工業、トヨタ自動車、日立製作所、キリンビバレッジ、カルピス、ヤマハ、セガサターン、NEC etc...

### その他参加作品
楽曲提供・編曲・レコーディング参加など。
- 1984年 工藤順子 「茜色のカーニヴァル」 （全曲編曲・シンセサイザー演奏）
- 1988年 東京都庁 「都庁メインロビー」 （音楽制作）
- 1989年 STAND by Me （舞台音楽制作）
- 1990年 南野陽子 「Gather」 （「うつむきかげん」編曲）
- 1990年 OVA 「CAROL」 （サウンドコラボレーション）
- 1990年 TMN 「RHYTHM RED TMN TOUR」 （シンクラヴィアシステムプラン）
- 1991年 FENCE OF DEFENSE 「digitaglam FOD VI」 （シンクラヴィアオペレーター・レコーディングエンジニア）
- 1992年 Michael Jackson 「Dangerous Tour」 （サウンドエフェクト・プログラミング）
- 1993年 TED 4 Kobe 「ビル・ゲイツ、スティーブ・ジョブズ、盛田昭雄、ハービー・ハンコック」 （ミュージックプロデュース）
- 1994年 Hexagon Film (フランス・Canal +) （ロゴミュージック）
- 1995年 京都綾部市天文館 （ハイビジョン映像ミュージック）
- 1997年 東京-ロサンジェルス・Hi Vision Digital Network Live （ミュージックプロデュース）
- 2003年 Jobutsu Project 「LIGHT IS BEAUTIFUL」 （「AI＜愛＞」作曲・編曲・ミキシング、歌・籐子）
- 2007年 山本潤子 「SONGS」 （「翼をください」編曲・プロデュース）
- 2009年 童子-T 「もう一度… feat.BENI」 （音源使用許諾）

## 代表曲
- 1996年 CAGNET 「Close to You ~ Sena's Piano II」
- 1997年 松たか子 「明日、春が来たら」
- 1998年 籐子 「BAD LUCK ON LOVE 〜BLUES ON LIFE〜」

## 関連人物
- 日向敏文
- 野中英紀
- 小室哲哉
- Jade